# Sistema elèctric

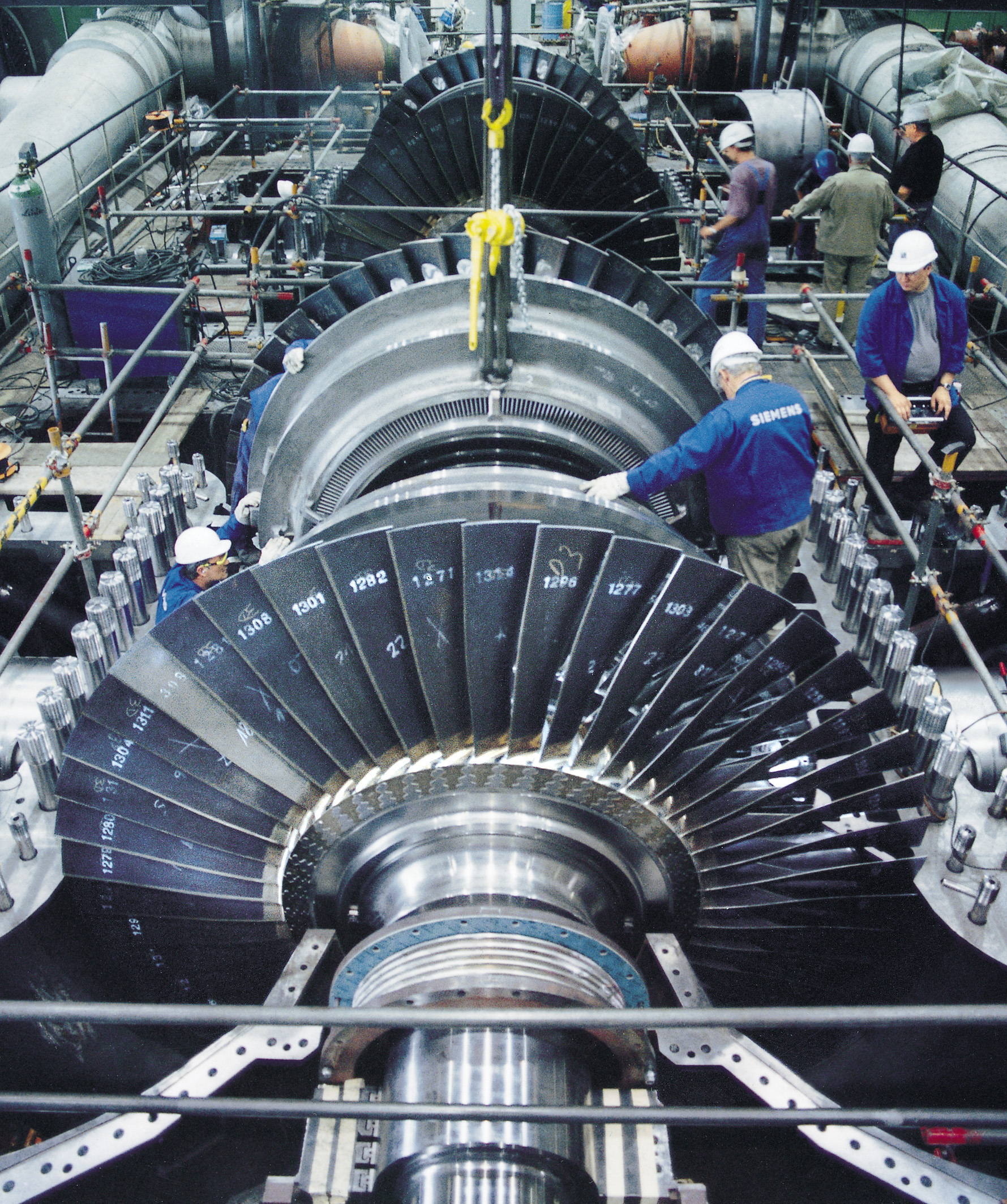
Turbina de vapor utilitzada per a proporcionar energia elèctrica

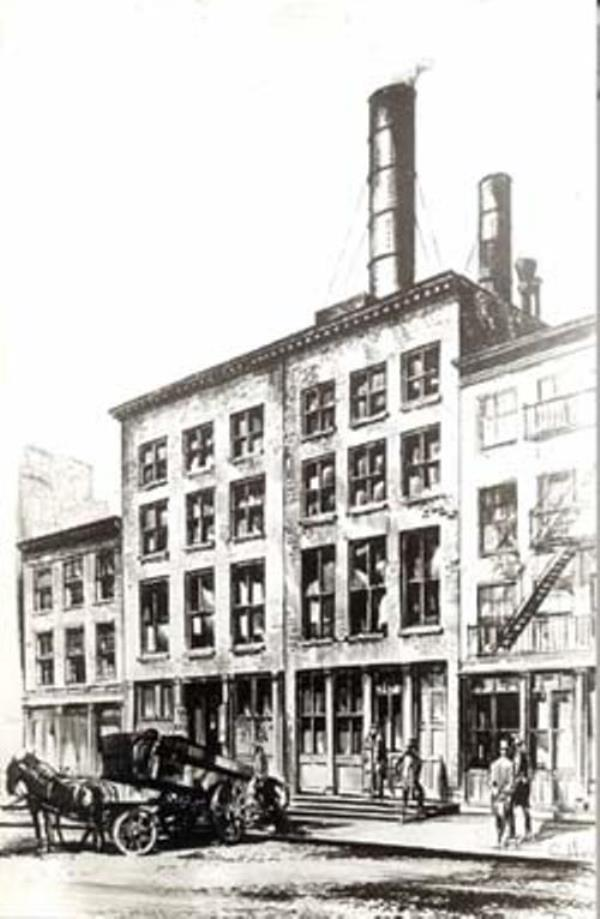
Esbós de l'estació elèctrica del carrer Pearl

Un sistema elèctric és una xarxa de components elèctrics desplegats per a subministrar, transferir i utilitzar energia elèctrica. Un exemple d'un sistema d'energia elèctrica és la xarxa que proporciona energia a una àrea estesa. Un sistema d'energia de la xarxa elèctrica pot dividir-se en termes generals en els generadors que subministren l'energia, el sistema de transmissió que porta l'energia dels centres de generació als centres de càrrega, i el sistema de distribució que alimenta l'energia a les llars i indústries pròximes. Els sistemes d'energia més petits també es troben en la indústria, els hospitals, els edificis comercials i les llars. La majoria d'aquests sistemes depenen dels sistemes trifàsics en CA, que és l'estàndard per a la transmissió i distribució d'energia a gran escala a tot el món contemporani. Els sistemes d'energia especialitzats que no sempre depenen de l'energia de CA trifàsica es troben en els avions, els sistemes de ferrocarrils elèctrics, els transatlàntics i els automòbils.

## Conceptes bàsics de l'energia elèctrica

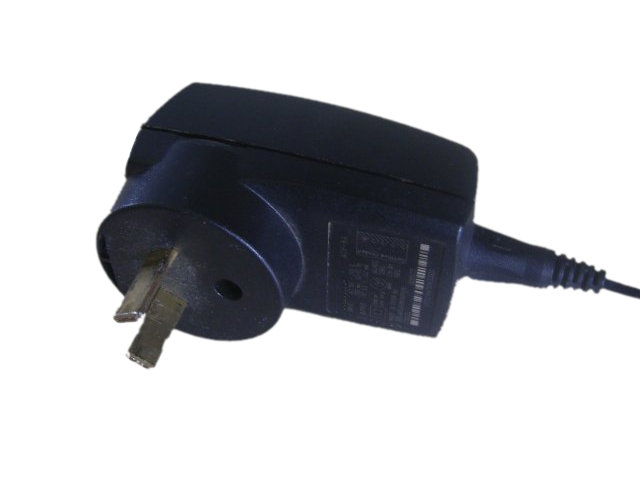
Adaptador de corrent extern de CA a CC usat per als electrodomèstics

L'energia elèctrica és el producte de dues quantitats: corrent i voltatge. Aquestes dues quantitats poden variar respecte al temps (sistemes de CA) o poden mantenir-se en nivells constants (sistemes de CC).
La majoria dels refrigeradors, condicionadors d'aire, bombes i maquinària industrial utilitzen sistemes de CA, mentre que la majoria dels ordinadors i equips digitals utilitzen sistemes de CC (els dispositius digitals endollats a la xarxa elèctrica solen tenir un adaptador d'energia interna o externa per a convertir l'energia de CA en CC). L'energia de CA té l'avantatge de ser fàcil de transformar entre voltatges i pot ser generada i utilitzada per maquinària sense escombretes. L'alimentació de CC continua sent l'única opció pràctica en els sistemes digitals i pot ser més econòmica per a transmetre a llargues distàncies amb voltatges molt alts.
La capacitat de transformar fàcilment el voltatge de l'energia de CA és important per dues raons: en primer lloc, l'energia pot ser transmesa a llargues distàncies amb menys pèrdues a voltatges més alts. Per tant, en els sistemes d'energia on la generació està distant de la càrrega, és desitjable augmentar el voltatge de l'energia en el punt de generació i després disminuir el voltatge prop de la càrrega. En segon lloc, sovint és més econòmic instal·lar turbines que produeixin voltatges més alts que els que utilitzarien la majoria dels aparells, per la qual cosa la capacitat de transformar fàcilment els voltatges significa que aquest desajustament entre els voltatges es pot gestionar fàcilment.
Els dispositius d'estat sòlid, productes de la revolució dels semiconductors, permeten transformar l'energia de CC a diferents voltatges, construir màquines de CC sense escombretes i convertir l'energia de CA en CC. No obstant això, els dispositius que utilitzen la tecnologia d'estat sòlid solen ser més cars que els seus homòlegs tradicionals, per la qual cosa l'energia de CA continua sent d'ús generalitzat.

## Equilibrar la xarxa
Una de les principals dificultats dels sistemes elèctrics és que la quantitat d'energia activa consumida més les pèrdues ha de ser sempre igual a l'energia activa produïda. Si es produeix més potència de la que es consumeix, la freqüència augmentarà i viceversa. Assegurar-se que la freqüència sigui constant és normalment la tasca d'un operador de sistemes de transmissió. En alguns països (per exemple, a la Unió Europea) això s'aconsegueix mitjançant un mercat d'equilibri que utilitza serveis auxiliars.

## Aplicacions dels sistemes elèctrics
Malgrat els seus components comuns, els sistemes d'energia varien àmpliament tant en el seu disseny com en el seu funcionament. En aquesta secció es presenten alguns tipus comuns de sistemes d'energia i s'explica breument el seu funcionament.

### Sistemes elèctrics residencials
Els habitatges residencials gairebé sempre es proveeixen de les línies de distribució de baix voltatge o dels cables que passen per l'habitatge. Aquests funcionen amb tensions d'entre 110 i 260 volts (fase-terra) depenent de les normes nacionals. Fa uns decennis, els habitatges petits s'alimentaven d'una sola fase utilitzant un cable de servei dedicat de dos nuclis (un nucli per a la fase activa i un altre per al retorn del neutre). La línia activa passaria llavors per un interruptor aïllant principal en la caixa de fusibles i després es dividiria en un o més circuits per a alimentar la il·luminació i els aparells dins de la casa. Per convenció, els circuits d'il·luminació i d'aparells es mantenen separats perquè la fallida d'un aparell no deixi als ocupants de l'habitatge en la foscor. Tots els circuits es fusionarien amb un fusible apropiat basat en la grandària del cable usat per a aquest circuit. Els circuits tindrien tant un cable actiu com un neutre amb les preses d'il·luminació i d'energia connectades en paral·lel. Les preses de corrent també estarien proveïdes d'una presa de terra protectora. Aquesta es posaria a la disposició dels aparells perquè es connectin a qualsevol carcassa metàl·lica. Si aquesta carcassa es tornés activa, la teoria és que la connexió a terra causaria que un diferencial o un fusible es disparés, evitant així la futura electrocució d'un ocupant que manegi l'aparell. Els sistemes de posada a terra varien segons les regions, però en països com el Regne Unit i Austràlia, tant la línia de protecció a terra com la línia del neutre es connectarien a terra juntes prop de la caixa de fusibles abans que l'interruptor d'aïllament principal i el neutre es connectin a terra una vegada més en el transformador de distribució.
Hi ha hagut una sèrie de canvis menors al llarg dels anys en la pràctica del cablejat residencial. Algunes de les formes més significatives en què els sistemes d'energia residencial moderns als països desenvolupats tendeixen a variar dels més antics inclouen:
- Per comoditat, ara gairebé sempre s'utilitzen disjuntors en miniatura a la caixa de fusibles en lloc de fusibles, ja que aquests poden ser fàcilment reajustats pels ocupants i, si són de tipus termomagnètic, poden respondre més ràpidament a alguns tipus de fallides.
- Per raons de seguretat, els diferencials s'instal·len ara sovint en els circuits dels aparells i, cada vegada més, fins i tot en els circuits d'il·luminació.
- Mentre que els condicionadors d'aire residencials del passat podien alimentar-se d'un circuit dedicat connectat a una sola fase, els condicionadors d'aire centralitzats més grans que requereixen energia trifàsica s'estan tornant ara comuns en alguns països.
- Les terres de protecció funcionen ara amb circuits d'il·luminació per a permetre la posada a terra dels portalàmpades metàl·lics.
- Cada vegada més els sistemes d'energia residencial estan incorporant microgeneradors, més notablement, cèl·lules fotovoltaiques.

### Sistemes elèctrics comercials
Els sistemes elèctrics en centres comercials o edificis de gran altura són de major escala que els sistemes residencials. Els dissenys elèctrics per a sistemes comercials més grans s'estudien generalment per al flux de càrrega, els nivells de falla per curtcircuit i la caiguda de voltatge per a càrregues d'estat estable i durant l'arrencada de grans motors. Els objectius dels estudis són assegurar la grandària adequada dels equips i conductors, i coordinar els dispositius de protecció perquè es produeixi una interrupció mínima quan s'elimini una falla. Les grans instal·lacions comercials tenen un sistema ordenat de subpanels, separats del tauler de distribució principal per a permetre una millor protecció del sistema i una instal·lació elèctrica més eficient.
Típicament, un dels majors aparells connectats a un sistema d'energia comercial en climes càlids és la unitat de HVAC, i assegurar que aquesta unitat estigui adequadament proveïda és una consideració important en els sistemes elèctrics comercials. Els reglaments per als establiments comercials estableixen altres requisits per als sistemes comercials que no s'apliquen als sistemes residencials. Per exemple, a Austràlia, els sistemes comercials han de complir amb la norma AS 2293, la norma sobre il·luminació d'emergència, que exigeix que la il·luminació d'emergència es mantingui durant almenys 90 minuts en cas de pèrdua del subministrament elèctric. Als Estats Units, el Codi Elèctric Nacional exigeix que els sistemes comercials es construeixin amb almenys una presa de corrent de 20 A per a il·luminar els cartells d'exteriors. Els reglaments dels codis de construcció poden establir requisits especials en el sistema elèctric per a l'enllumenat d'emergència, l'evacuació, l'alimentació d'emergència, el control de fum i la protecció contra incendis.